# Cyperus tanyphyllus
Cyperus tanyphyllus är en halvgräsart som beskrevs av Henry Nicholas Ridley. Cyperus tanyphyllus ingår i släktet papyrusar, och familjen halvgräs.
Artens utbredningsområde är Angola. Inga underarter finns listade i Catalogue of Life.